# 655 Briseïs
655 Briseïs este un asteroid din centura principală, descoperit pe 4 noiembrie 1907, de Joel Metcalf.